# Britské Panenské ostrovy na zimních olympijských hrách
Britské Panenské ostrovy na zimních olympijských hrách startuje od roku 1984. Toto je přehled účastí, medailového zisku a vlajkonošů na dané sportovní události.

## Účast na Zimních olympijských hrách
| Dějiště ZOH            | ZOH      | Vlajkonoš | Zlatá medaile | Stříbrná medaile | Bronzová medaile | Celkem |
| ---------------------- | -------- | --------- | ------------- | ---------------- | ---------------- | ------ |
| 1984 Sarajevo          | ZOH 1984 |           |               |                  |                  | 0      |
| 2018 Pchjongčchang     | ZOH 2018 |           |               |                  |                  | Ne     |
| Celkem                 | 1        |           | 0             | 0                | 0                | 0      |
| Zdroj na Olympedia.org |          |           |               |                  |                  |        |